# Чапора

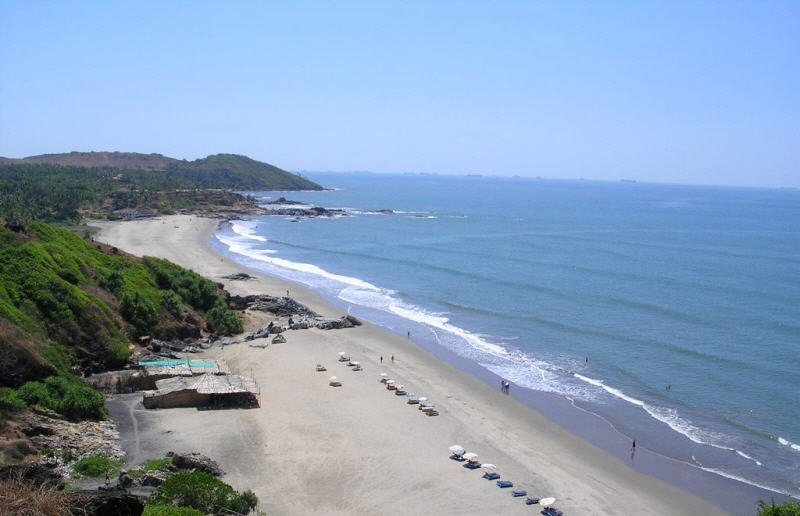

Пляж Чапора — прибережне село біля лиману річки Чапора, що лежить поруч із пляжем, розташованим у Північному Гоа, близько 10 км. з Мапузи, міста на півночі Гоа. Він знаходиться недалеко від Форт Чапора, старовинного португальського форту. У Чапорі є безліч дешевших будинків для туристів, що знаходяться на території всього Північного Гоа. У Чапорі є відомий центр фруктових соків Ганеш, який продає органічні соки.